# Глеб Святославич (князь черниговский)
Глеб (Пахомий) Святославич (ум. до 1219) — князь коломенский (1179), каневский (1182—1190), белгородский (1205—1206), переяславский (?) (1210—1212), черниговский (1212—до 1219), четвёртый сын Святослава Всеволодовича от брака с дочерью Василька Полоцкого (по имени предположительно Мария). Младший брат Всеволода Чермного.

## Биография
В 1180 году Всеволод Юрьевич Большое Гнездо вмешался в борьбу за власть в Рязанском княжестве на стороне противников Святослава Всеволодовича и захватил Глеба в Коломне, после чего Святослав предпринял вместе с новгородцами и половцами поход на Суздальщину. На следующий год, добившись своего представительства в Новгороде, Всеволод отпустил Глеба. Также по условиям мира Рюрик Ростиславич выдал дочь замуж за Глеба и отдал ему Канев, одновременно признав его отца киевским князем.
В период великого киевского княжения своего отца (1180—1194) Глеб княжил в Каневе в Поросье и участвовал в борьбе с половцами. В 1187 году существовал нереализованный план вокняжения Глеба в Галиче в период борьбы за власть по смерти Ярослава Осмомысла.
По версии Войтовича Л. В., княжил в Новгороде-Северском с 1204 года и в 1206 году по решению черниговского съезда получил его в наследственное владение, однако, относительно списка новгород-северских князей после 1198 года у исследователей большие разногласия.
В 1205 году после гибели Романа Галицкого в Польше Глеб получил от Рюрика Ростиславича Белгород-Киевский, но был изгнан оттуда в 1207 году в ходе борьбы между Всеволодом Чермным и Рюриком. 
Глеб правил в Чернигове со смерти старшего брата Всеволода Чермного в 1212 году. Точный год смерти Глеба неизвестен. Вероятно он умер в период между 1216 и 1219 годами, когда в качестве черниговского князя упоминается следующий по старшинству брат, Мстислав, участник битвы на реке Калке.

### Места княжения
Войтович Л. В. считал Глеба также князем переяславским (1190—1194), стародубским (1202—1204), северским (1204—1212) и черниговским (1206—1208). Касательно переяславского княжения в летописях сведений нет, и оно могло быть только следствием масштабного соглашения между Ольговичами и Мономаховичами с участием Всеволода Большое Гнездо (Переяславль находился с суздальской зоне влияния с 1157 года по крайней мере до 1206). Касательно стародубского и северского княжений — исследователь исходит из того, что Стародуб, Новгород-Северский и Чернигов образовывали непрерывную очерёдность столов при передвижении любого князя Ольговича в соответствии с лествичным правом, но с этим не согласны другие историки, например Пресняков А. Е., считавший, что Новгород-Северский принадлежал как правило другой линии, чем Чернигов, причём эти линии могли меняться. Что касается черниговского княжения Глеба в 1206—1208 годах, то исследователь подразумевает период киевского княжения Всеволода Чермного. В аналогичный период (1210—1212) Чернигов занимал Рюрик Ольгович — их племянник, что может объясняться тем, что старшие князья заняли столы в Киевской и Переяславской землях (как сам Глеб в 1205 году занимал Белгород-Киевский). В частности, Пятнов А. П. считает, что Глеб был переяславским князем с 1210 по 1212 год, а Владимир Всеволодович из суздальских Юрьевичей оказался в Переяславле не как суздальский представитель, а как зять Глеба.

## Семья и дети
Жена c ок.1182 — Анастасия, дочь Рюрика Ростиславича Киевского.
Дети:
- Мстислав (ум. после 1239) — князь Черниговский (1235—1239)
- Антоний ?[4]
- Евфимия — с 1194 замужем за Алексеем Ангелом, византийским императором (1203—1204).
- дочь — с 1215 замужем за Владимиром Стародубским.

Согласно толкованию Зотовым Р. В. и Войтовичем Л. В. Любецкого синодика также Михаил, Анисим, Роман, Иван, погибшие во время монгольского нашествия. Безроднов В. С. считает Анисима, Романа и Ивана правнуками  Святослава Владимировича вщижского, а Михаил вслед за Филаретом Гумилёвским читает как Константин Михайлович, распространяя отчество и на троих последующих.